# Église Saint-Léger de Molliens-au-Bois
L'église Saint-Léger du Quesnel est située asur lr territoire de la commune de Molliens-au-Bois, dans le département de la Somme, au nord d'Amiens.

## Historique
L'église Saint-Léger de style néo-gothique fut construite de 1870 à 1872, aux frais de la châtelaine du village, Marie-Colette-Amélie Poujol de Molliens, sous la direction de l'architecte Victor Delefortrie et de son fils Paul Delefortrie. L'église a été solennellement consacrée par l'évêque d'Amiens en 1875.
En 1978, l'édifice très dégradé, été amputé de son chœur et du transept laissé à l'abandon. La nef seule a été restaurée et continue d'être utilisée pour les besoins du culte.

## Caractéristiques
Son plan a la forme d'une croix latine, sans bas-côté, avec un clocher-porche surmonté d'une haute flèche octogonale et flanqué de deux tourelles, dont celle de droite enferme l'escalier d'accès aux cloches. Réalisée en briques sur soubassement de grès, elle est ceinturée par un cordon de pierres formant un larmier. Deux petites sacristies, bâties à l'avant des deux croisillons du transept, sont reliées entre elles par une galerie extérieure couverte recevant les armoires pour les vêtements sacerdotaux et les objets de culte.
La longueur intérieure de la nef, sans le porche, est de 22 mètres, sa largeur est de 9 mètres. Les murailles, recouvertes à l'intérieur d'un enduit lisse, sont percées de baies ogivales d'un mètre de large sur 3 mètres de haut, dont les vitraux sont en verre blanc.
La longueur du transept est de 7,50 m ; la profondeur de ses croisillons est de 3,75 m. Ces derniers sont percés de baies ogivales de 1,50 m de large sur 3 mètres de haut, surmontées d'une rosace à six lobes. Une autre petite rosace à six lobes ouvre le sommet de chaque pignon ; à l'avant de chaque croisillon de trouve une rosace d'un mètre de diamètre.
La longueur du chœur est de 7,50 m ; il est largement éclairé par cinq baies de 1,20 m de large sur 3,50 m de haut.
Les voûtes sont en briques recouvertes d'un enduit de plâtre sur lequel des pierres sont dessinées. Les arêtes reposent sur des chapiteaux à motifs floraux, tous différents, au sommet de colonnes légères formées de trois fûts accolés aux contreforts ; elles comportent des clés de voûtes ouvragées dans chacune des cinq travées. La grande arcade entre chœur et nef, ainsi que les arêtes principales du chœur, sont à section carrée, réalisées en briques, creuses au centre et enduites de plâtre.
Les chapiteaux sculptés sont l'œuvre d'Auguste Hesse, sculpteur amiénois.
La profondeur du clocher-porche est de 3,75 m. Il comprend une tribune avec orgues. Le portail de forme ogivale est surmonté d'un gable et d'une baie ouvragée par des meneaux, remplages en lancettes, rosace et trèfles, identique aux autres baies du chœur.

## Objets d'art
L'église conserve un certain nombre d'objets protégés en tant que monuments historiques :
- Statue de Notre-Dame-de-Bonne-Mort, en craie polychrome (première moitié du XIVe siècle)[3] ;
- groupe sculpté représentant saint Roch et son chien, en bois polychrome (XVIIIe siècle)[4] ;
- Christ en croix (limite XVIe siècle-XVIIe siècle)[5].